# Pituba
A Pituba é um bairro nobre situado ao sul do município de Salvador. Tem como principais vias as avenidas Manuel Dias da Silva, Paulo VI e Antônio Carlos Magalhães, além de outras que permitem a conexão com outras regiões da cidade: a Avenida Octávio Mangabeira e a Avenida Professor Magalhães Neto. A população estimada é de cerca de 65 mil pessoas. Faz parte da Prefeitura-Bairro VI, Barra/Pituba, desde a transformação das regiões administrativas em prefeituras-bairro, quando antes fazia parte da VIII Região Administrativa — Pituba.
Entrecortada por vários edifícios empresariais e residenciais, hotéis, agências bancárias, supermercados, farmácias, lojas dos mais variados segmentos, além das instituições educacionais — uma pluralidade de empreendimentos que conferem à região o status reconhecido do bairro com a maior variedade de lojas e serviços da cidade, sem contar que os principais shoppings da cidade se encontram no seu entorno, como o Shopping da Bahia e Salvador Shopping. Possui algumas das principais escolas de ensino fundamental e médio da cidade, como o Colégio Militar de Salvador, o Colégio Anchieta, o Colégio Oficina, o Colégio Gregor Mendel, o Colégio Integral, o Colégio Versailles, Colégio Bernoulli e o Colégio Módulo, entre outros de excelente nível como o Colégio Estadual Raphael Serravalle. Além disso, a antiga sede dos Correios na Bahia se localiza nesta região. As opções de lazer e entretenimento incluem diversas praças, bares, restaurantes e casas noturnas, como também a pouco conhecida praia da Pituba. Na Pituba há uma grande variedade de serviços.
Desde a década de 1970, tem apresentado forte crescimento populacional através de empreendimentos imobiliários (similarmente aos bairros vizinhos de Itaigara e Caminho das Árvores), como também intervenções urbanas, por isso é um dos bairros mais procurados para moradia na capital. O bairro foi caracterizado em 2014 pelo presidente da Associação de Dirigentes de Empresas do Mercado Imobiliário da Bahia (Ademi-BA), Nilton Sarti, como um dos mais procurados pelos solteiros para morar na cidade. Em pesquisa referente a junho de 2016, o Sindicato de Habitação da Bahia (Secovi-BA) concluiu que era o bairro com oferta de imóveis, tanto para venda, como para locação, concentrando mais de 15% das ofertas em ambas as categorias. O índice DMI–VivaReal, com base em dados do terceiro trimestre de 2016, revelou que a Pituba era o oitavo bairro no Brasil mais procurado para vendas ou aluguel de imóveis e o mais procurado também na cidade no mês de novembro de 2016, mas não estava entre os nove mais caros para aluguel ou venda. Por outro lado, o levantamento da corretora Bem Mais Seguro apontou o bairro como o líder no número de registros de roubos de telefones celulares feitos pelo aplicativo móvel de Onde Fui Roubado, em que não há necessidade de boletim de ocorrência, a partir de dados de abril de 2014 a maio de 2015.

## Etimologia
"Pituba" é originário do termo tupi pitu'a. Seu nome significa "bafo", "exalação", "maresia".

## História

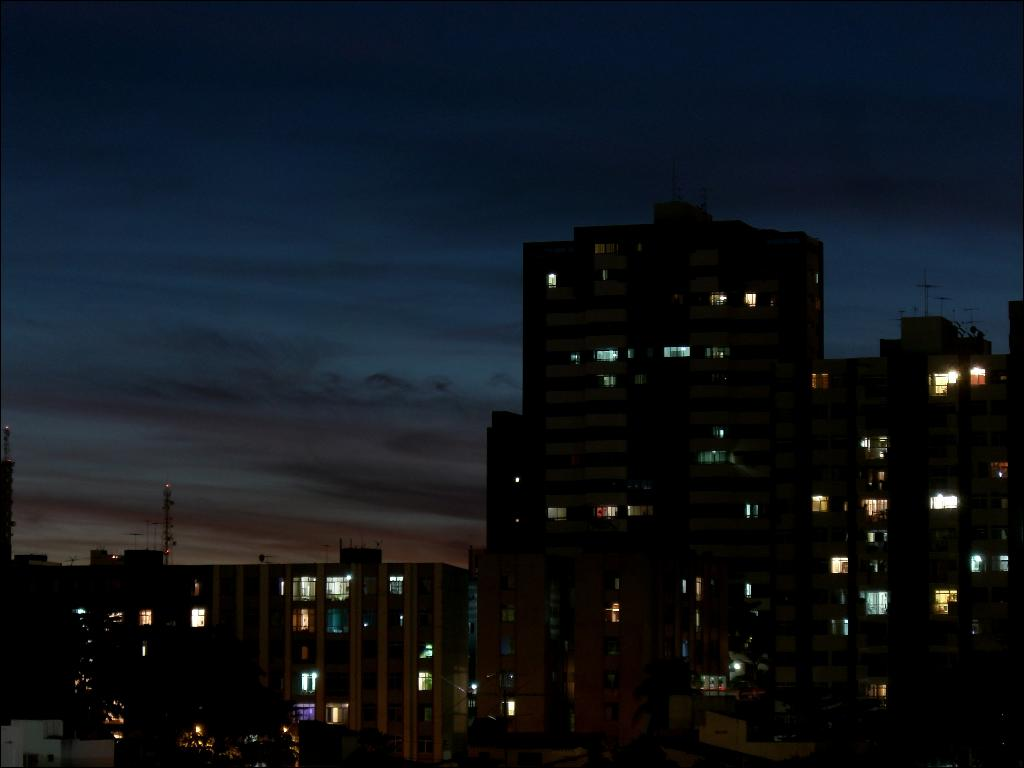
Pituba à noite

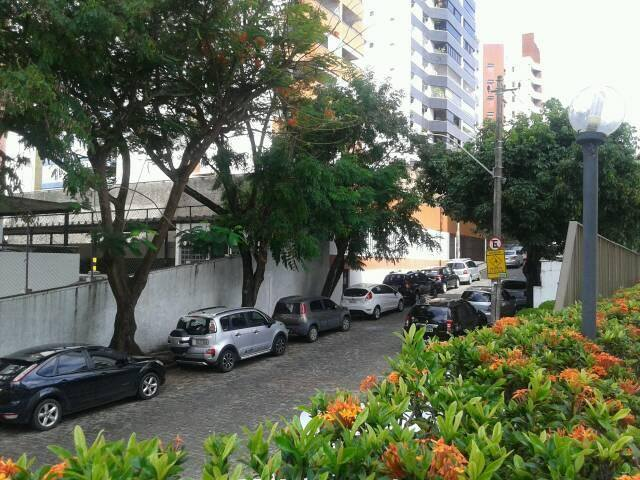
Uma das ruas do bairro

No início do século XX, Joventino Pereira da Silva, juntamente com seu cunhado Manoel Dias da Silva, adquiriu a Fazenda Pituba, e, juntos, traçaram o Plano Cidade-Luz. Joventino, que era mineiro, trouxe, consigo, a ideia de implantar, na Pituba, uma estrutura moderna, igual à de Belo Horizonte, com quadras divididas estrategicamente, ruas largas e muito espaço para as moradias. O projeto de loteamento foi publicado em 1919, com relatório assinado pelo engenheiro civil Teodoro Sampaio e aprovado pela Prefeitura Municipal de Salvador em 1932. O esquadrinhamento do terreno estabeleceu a abertura de 10 vias longitudinais paralelas à linha da costa, algumas das quais seriam denominadas avenidas, e 15 transversais perpendiculares às primeiras. Ficou estabelecido em um documento de 1915 que o eixo principal do arruamento, então conhecido como "Estrada da Pituba", seria denominado Avenida Manoel Dias da Silva, oficializada pela Lei Municipal 1.664, de 2 de dezembro de 1964.
A Pituba não se resume à Avenida Manoel Dias da Silva, mas esse foi o pontapé inicial para o surgimento desse bairro de proporções imensas. Após a criação da Avenida Manoel Dias da Silva e de todas as outras transversais e longitudinais, o bairro não parou de crescer. Passo a passo, a Pituba nasce assim: após o trabalho de Joventino e Manoel Dias (citado acima), veio a construção da Avenida Otávio Mangabeira, na orla, que levava o nome do então governador. Só na década de 1960, Nélson Oliveira, prefeito de Salvador, asfaltou as ruas da Pituba, obra que só foi terminada na década seguinte.
Justamente na virada da década de 1960 para a de 1970 foi que houve o processo de verticalização e expansão, com a construção da Avenida Antônio Carlos Magalhães e de grandes empreendimentos imobiliários, como o Parque Nossa Senhora da Luz e o Condomínio Parque Júlio César. Depois, vieram o Parque da Cidade, o loteamento Caminho das Árvores (que após seu crescimento virou um bairro independente assim como o Itaigara), o Shopping Iguatemi (1975), que foi o primeiro centro comercial a ser construído na Região Nordeste do Brasil, o Shopping Itaigara (1977), entre muitos outros. Nas décadas de 1980 e 1990, a Avenida Tancredo Neves se consolidou como o novo centro econômico da cidade. Em 1999, a Avenida Manoel Dias passou por uma reforma, tendo suas calçadas alargadas e iluminação pública refeita, o que lhe conferiu um ar mais cosmopolita, tornando a Pituba um dos mais valorizados bairros da capital baiana, sendo reconhecido pelos seus serviços e comércios variados.

## Demografia
Em 2006 o bairro da Pituba tinha o Índice de Desenvolvimento Humano (IDH) de 0,968, índices favoráveis iguais ao da Noruega, que é um país desenvolvido que apresenta os melhores resultados há vários anos no ranking.